# Aegon International 2015
Eastbourne International 2015 — жіночий тенісний турнір, що проходив на відкритих кортах з трав'яним покриттям. Це був 41-й за ліком турнір. Належав до категорії Premier у рамках Туру WTA 2015. Проходив у Devonshire Park Lawn Tennis Club в Істборні (Велика Британія). Тривав з 22 до 27 червня 2015 року.

## Очки і призові гроші

### Розподіл очок
| Дисципліна              | П   | Ф   | ПФ  | ЧФ  | 1/8 | 1/16 | 1/32 | Q   | Q2  | Q1  |
| Жінки, одиночний розряд | 470 | 305 | 185 | 100 | 55  | 30   | 1    | 25  | 13  | 1   |
| Жінки, парний розряд    | 470 | 305 | 185 | 100 | 1   | Н/Д  | Н/Д  | Н/Д | Н/Д | Н/Д |

### Розподіл призових грошей
| Дисципліна              | П        | F       | ПФ      | ЧФ      | 1/8    | 1/16   | 1/32   | Q2     | Q1   |
| Жінки, одиночний розряд | $124,000 | $66,000 | $33,005 | $16,725 | $8,700 | $4,550 | $3,000 | $1,245 | $750 |
| Жінки, парний розряд    | $39,000  | $20,650 | $11,360 | $5,785  | $3,140 | Н/Д    | Н/Д    | Н/Д    | Н/Д  |

## Учасниці основної сітки в одиночному розряді

### Сіяні учасниці
| Країна    | Гравчиня             | Рейтинг1 | Сіяна |
| --------- | -------------------- | -------- | ----- |
| Чехія     | Петра Квітова        | 2        | 1     |
| Данія     | Каролін Возняцкі     | 5        | 2     |
| Чехія     | Луціє Шафарова       | 6        | 3     |
| Росія     | Катерина Макарова    | 8        | 4     |
| Іспанія   | Карла Суарес Наварро | 9        | 5     |
| Німеччина | Анджелік Кербер      | 10       | 6     |
| Канада    | Ежені Бушар          | 11       | 7     |
| Чехія     | Кароліна Плішкова    | 12       | 8     |
| Польща    | Агнешка Радванська   | 13       | 9     |
| Німеччина | Андреа Петкович      | 14       | 10    |
| Україна   | Еліна Світоліна      | 17       | 11    |
| США       | Медісон Кіз          | 18       | 12    |
| Італія    | Сара Еррані          | 20       | 13    |
| Іспанія   | Гарбінє Мугуруса     | 21       | 14    |
| Італія    | Флавія Пеннетта      | 22       | 15    |
| Австралія | Саманта Стосур       | 23       | 16    |

- 1 Рейтинг подано станом на 15 червня 2015.

### Інші учасниці
Нижче наведено учасниць, які отримали вайлд-кард на участь в основній сітці:
- Наомі Броді
- Гаррієт Дарт
- Джоанна Конта

Нижче наведено гравчинь, які пробились в основну сітку через стадію кваліфікації:
- Лорен Девіс
- Александра Дулгеру
- Марина Еракович
- Ірина Фалконі
- Ярміла Ґайдошова
- Крістіна Макгейл
- Полона Герцог
- Магдалена Рибарикова

Такі тенісистки потрапили в основну сітку як Щасливі лузери:
- Дарія Гаврилова
- Моніка Нікулеску

### Відмовились від участі
До початку турніру
- Тімеа Бачинскі →її замінила  Анна Кароліна Шмідлова
- Анджелік Кербер (вірусне захворювання) →її замінила  Моніка Нікулеску
- Петра Квітова (вірусне захворювання) →її замінила  Дарія Гаврилова

Під час турніру
- Дарія Гаврилова (травма живота)

### Знялись
- Ежені Бушар (травма живота)
- Каролін Возняцкі (lower травма спини)

## Учасниці основної сітки в парному розряді

### Сіяні пари
| Країна    | Гравчиня          | Країна   | Гравчиня            | Рейтинг1 | Сіяна |
| --------- | ----------------- | -------- | ------------------- | -------- | ----- |
| Швейцарія | Мартіна Хінгіс    | Індія    | Саня Мірза          | 3        | 1     |
| Росія     | Катерина Макарова | Росія    | Олена Весніна       | 6        | 2     |
| Угорщина  | Тімеа Бабош       | Франція  | Крістіна Младенович | 16       | 3     |
| Франція   | Каролін Гарсія    | Словенія | Катарина Среботнік  | 44       | 4     |

- 1 Рейтинг подано станом на 15 червня 2015.

### Інші учасниці
Нижче наведено пари, які отримали вайлдкард на участь в основній сітці:
- Ежені Бушар /  Марина Еракович
- Петра Квітова /  Каролін Возняцкі
- Джоселін Рей /  Анна Сміт

Нижче наведено пари, які отримали місце в основній сітці як заміни:
- Лара Арруабаррена /  Ірина-Камелія Бегу
- Моніка Нікулеску /  Родіонова Аріна Іванівна

### Відмовились від участі
До початку турніру
- Ежені Бушар (травма живота)
- Петра Квітова (вірусне захворювання)

Під час турніру
- Катерина Макарова (травма тендона лівого ахілла)

### Знялись
- Джоселін Рей (тонзиліт)

## Переможниці та фіналістки

### Одиночний розряд
- Белінда Бенчич —  Агнешка Радванська, 6–4, 4–6, 6–0

### Парний розряд
- Каролін Гарсія /  Катарина Среботнік —  Чжань Юнжань /  Чжен Цзє, 7–6(7–5), 6–2